# Michael Rose (album)
Michael Rose – szósty album studyjny Michaela Rose’a, jamajskiego wykonawcy muzyki reggae.
Płyta została wydana w roku 1995 przez amerykańską wytwórnię Heartbeat Records. Nagrania zostały zarejestrowane w studiach Tuff Gong oraz Penthouse w Kingston. Ich produkcją zajął się Winston "Niney The Observer" Holness.

## Lista utworów
1. "Too Hard A Hearing"
2. "How You Fi Do Dat"
3. "Short Temper"
4. "(Duck Duck) A Who You"
5. "Badder Than You"
6. "Cassabank Queen"
7. "Hang On"
8. "Warning"
9. "So Much People Crying"
10. "Don't Play With Fire"
11. "Badder Than You (Sly Ruff Mix)"

## Muzycy
- Lloyd "Gitsy" Willis - gitara
- Mickey "Mao" Chung - gitara
- Robbie Shakespeare - gitara basowa
- Leroy "Mafia" Heywood - gitara basowa
- Robert Lynn - gitara basowa
- Sly Dunbar - perkusja
- Uziah "Sticky" Thompson - perkusja
- David "Fluxy" Heywood - perkusja, keyboard
- Paul "Wrong Move" Crossdale - keyboard
- Herbert "Herbie" Harris - keyboard
- Sylvanus "Junior" Moore - chórki
- Derrick Lara - chórki
- Pam Hall - chórki